# Уетмор (ледник)
Ледникът Уетмор (на английски: Wetmore Glacier) е долинен ледник в Западна Антарктида, Земя Палмър, Бряг Ласитер с дължина 64 km. Води началото си от южната част на Земя Палмър, на около 1500 m надморска височина и „тече“ на югоизток между хребета Рар на североизток и планината Латади на югозапад. „Влива“ се в ледения залив Гарднър, в крайната северозападна част на шелфовия ледник Едит Роне.
Ледникът е открит и заснет чрез аерофотоснимки през 1947 – 48 г. от участниците в американската антарктическа експедиция, възглавявана от Фин Роне, който наименува новооткрития ледник в чест на Александър Уетмор (1886 – 1978), секретар на института Смитсониън, разработил заедно с Роне плановете на експедицията.